# Rocco Forte
Sir Rocco Forte (* 18. Januar 1945 in Bournemouth) ist ein britischer Hotelier. Er leitet die Rocco Forte Hotels.

## Leben
Forte ist Sohn des Hoteliers Charles Forte, Baron Forte (1908–2007) und seiner Frau Irene. Er besuchte die Downside School und studierte Neue Sprachen am Pembroke College in Oxford, wo er Teil des Fechtteams war.
Er begann 1969 eine Ausbildung zum staatlich geprüften Buchhalter und wurde 1979 zum Mitglied des Institute of Chartered Accountants ernannt.

## Karriere
1992 übernahm er die Forte Group von seinem Vater. Mitte der 1990er Jahre wurde die Forte Group von einer feindlichen Übernahme des Investors Granada bedroht. Im August 1995 gelang Granada die Übernahme mit einem Angebot von 3,87 Milliarden britischen Pfund. Die Familie Rocco erhielt rund 300 Millionen Pfund davon.
Rocco Forte gründete daraufhin die Hotelkette RF-Hotels. 2001 bekam Rocco Forte die Verwendung der Marke Forte zurück, als Geste für die bittere Übernahme 1995. Die RF-Hotels wurden daraufhin in Rocco Forte Hotels umbenannt. Forte kaufte 1997 das Balmoral Hotel in Edinburgh und 2003 Brown’s Hotel in London für £ 51,5 Mio.
Im Jahr 2021 betrieb Rocco Forte Hotels 15 Hotels in Europa und Russland. In Deutschland gehören Hotels in Berlin und München zur Gruppe.
2023 verkaufte Forte 49 % von Rocco Forte Hotels an den Saudi Arabischen Public Investment Fund.
Fortes Familienvermögen wurde 2013 auf 250 Millionen und in der 2020 Sunday Times Rich List auf 345 Millionen Pfund geschätzt.
Forte ist Mitglied des Garrick Clubs und hat sich in der Vergangenheit gegen die Aufnahme von Frauen ausgesprochen, "weil der Garrick als Herrenclub gegründet wurde."
Von 1991 bis 1996 war Forte Präsident der British Hospitality Association. Er war außerdem Mitglied des Exekutivausschusses des World Travel & Tourism Council.

## Auszeichnungen
Forte wurde 1995 für seine Verdienste für die britische Tourismusindustrie zum Ritter geschlagen.
Im März 2005 wurde ihm für seine unternehmerischen Verdienste und seine engen Verbindungen zu Italien die höchste italienische Auszeichnung, der Gran Croce dell'Ordine al Merito della Repubblica Italiana, verliehen.

## Politisches Engagement
Forte finanzierte im April 2008 eine Vortragsreihe in der Westminster Cathedral, die von Kardinal Erzbischof Cormac Murphy-O’Connor organisiert wurde. Forte bezahlte eine Siegesfeier für Boris Johnson in einem seiner Hotels, nachdem dieser die Wahl zum Vorsitzenden der Conservative Party 2019 gewonnen hatte. Er spendete der Conservative Party 100.000 £ während der Britischen Unterhauswahl 2019. Forte war ein Befürworter des Brexit.
Im Jahr 2023 erklärte er der Times, dass das Vereinigte Königreich die Chancen des Brexit nicht genutzt habe und er eine Auswanderung nach Italien in Betracht ziehe. 2023 spendete er wieder für die Conservative Party, nachdem er sich zuvor von ihr distanziert hatte.

## Privatleben
Am 15. Februar 1986 heiratete er in Rom die einundzwanzigjährige Italienerin Maria Giovanna Aliai Ricci. Mit ihr hat er die drei Kinder Lydia, Irene und Charles. Beide Ehepartner sind im Kuratorium des London Symphony Orchestra.
Als begeisterter Sportler vertrat Forte bei den Triathlon-Weltmeisterschaften 2001, 2002, 2003 und 2007 Großbritannien. Im Juli 2005 erreichte er bei seiner ersten Iron-Man-Teilnahme in Klagenfurt den zweiten Platz in seiner Kategorie.